# Arrondissement Ouanaminthe

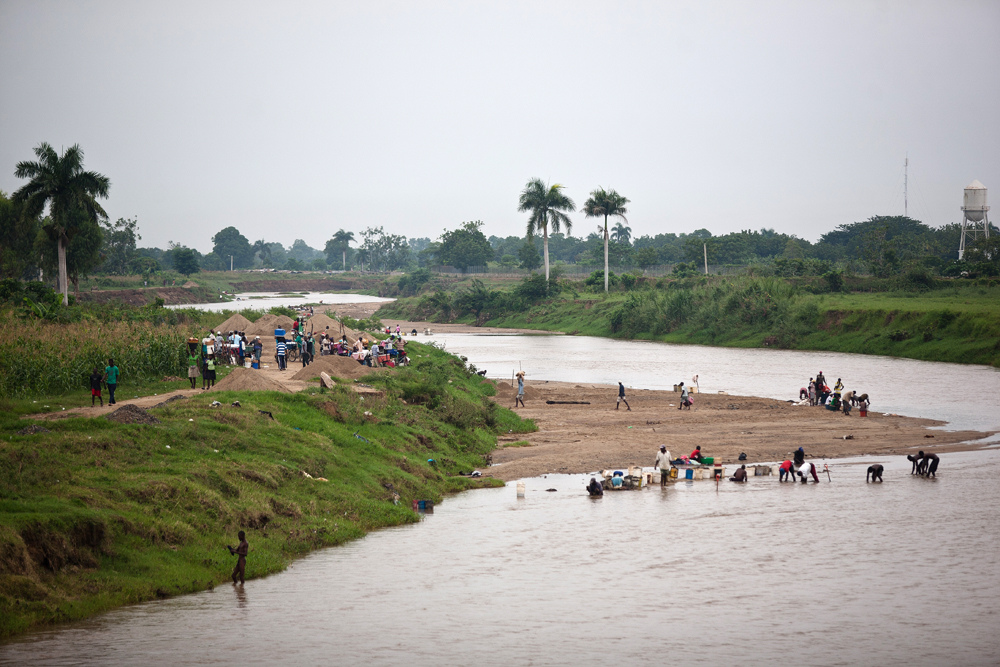
Rio Dajabón: Grenzfluss zur Dominikanischen Republik

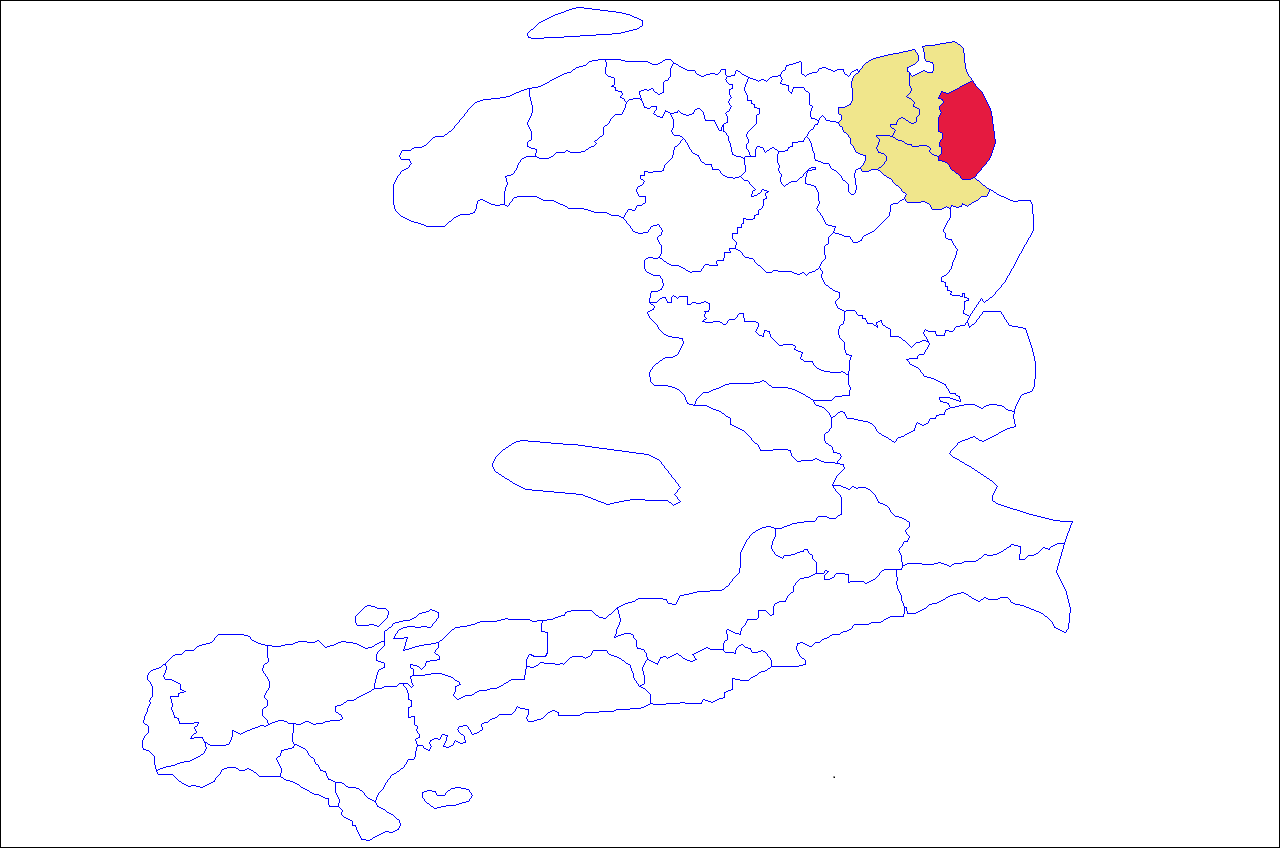
Lage des Arrondissements Ouanaminthe in Haiti und im Département Nord-Est

Das Arrondissement Ouanaminthe (haitianisch-kreolisch: Wanament) ist eine der vier Verwaltungseinheiten des Départements Nord-Est, Haiti. Hauptort ist die Stadt Ouanaminthe.

## Lage und Beschreibung
Das Arrondissement liegt im Osten des Départements Nord-Est. Es grenzt im Osten an die Dominikanische Republik (Provinz Dajabón). Benachbart ist im Norden und Westen das Arrondissement Fort-Liberté und im Südwesten das Arrondissement Vallières.
In dem Arrondissement gibt es drei Gemeinden:
- Ouanaminthe (rund 106.000 Einwohner),
- Capotille (rund 19.000 Einwohner) und
- Mont-Organisé (rund 21.000 Einwohner).

Das Arrondissement hat rund 146.000 Einwohner (Stand: 2015).
Die Route Nationale 6 (RN-6; Cap-Haitien – Ouanaminthe/Dajabón, Dominikanische Republik) verläuft durch das Arrondissement.